# 廣東外事博物館
广东外事博物馆位于广州市荔湾区沙面街道沙面南街20号。

## 历史
所在建筑建于1890年，广州法国领事馆，被列为全国重点文物保护单位。博物馆介绍中共建政以来的广东外事史，并展示全球122个友好省州赠送给广东省的200多件外事礼物。广东外事博物馆于2012年11月26日正式开放。